# Cidade do Benim
Cidade do Benim (em inglês: Benin City) é uma cidade da Nigéria, no estado de Edo. Localiza-se nas margens do rio Benim, situada a 200 milhas por estrada a leste de Lagos. Tem cerca de 1 147 188 habitantes (2006 est.). Foi a capital do antigo Império do Benim entre os séculos XIV e XIX.

## História
Fundada por volta do século X, a Cidade do Benim serviu como a capital do obá do Império do Benim.

## Educação
A Cidade do Benim abriga duas das mais importantes instituições acadêmicas da Nigéria, a saber, a Universidade do Benim e a Universidade Ambrose Alli ambas estatais, além da Universidade Benson Idahosa, uma universidade privada.

## Cultura
A cidade inclui atrações como o Museu Nacional da Cidade do Benim, o Palácio do Oba, e de diversos festivais e os Benin Moats (fossos Benim) medindo cerca de 20 a 40 pés.

## Galeria

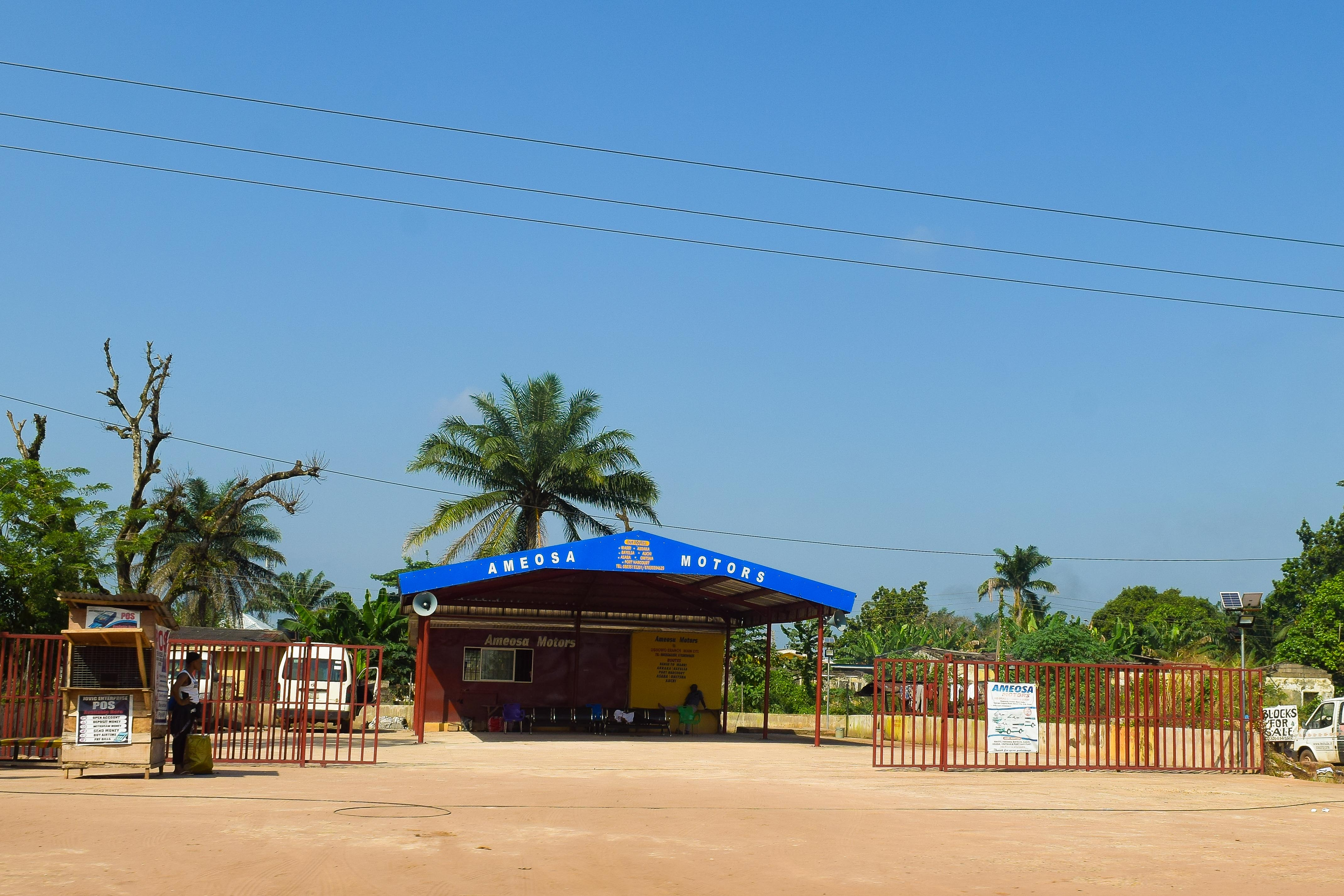
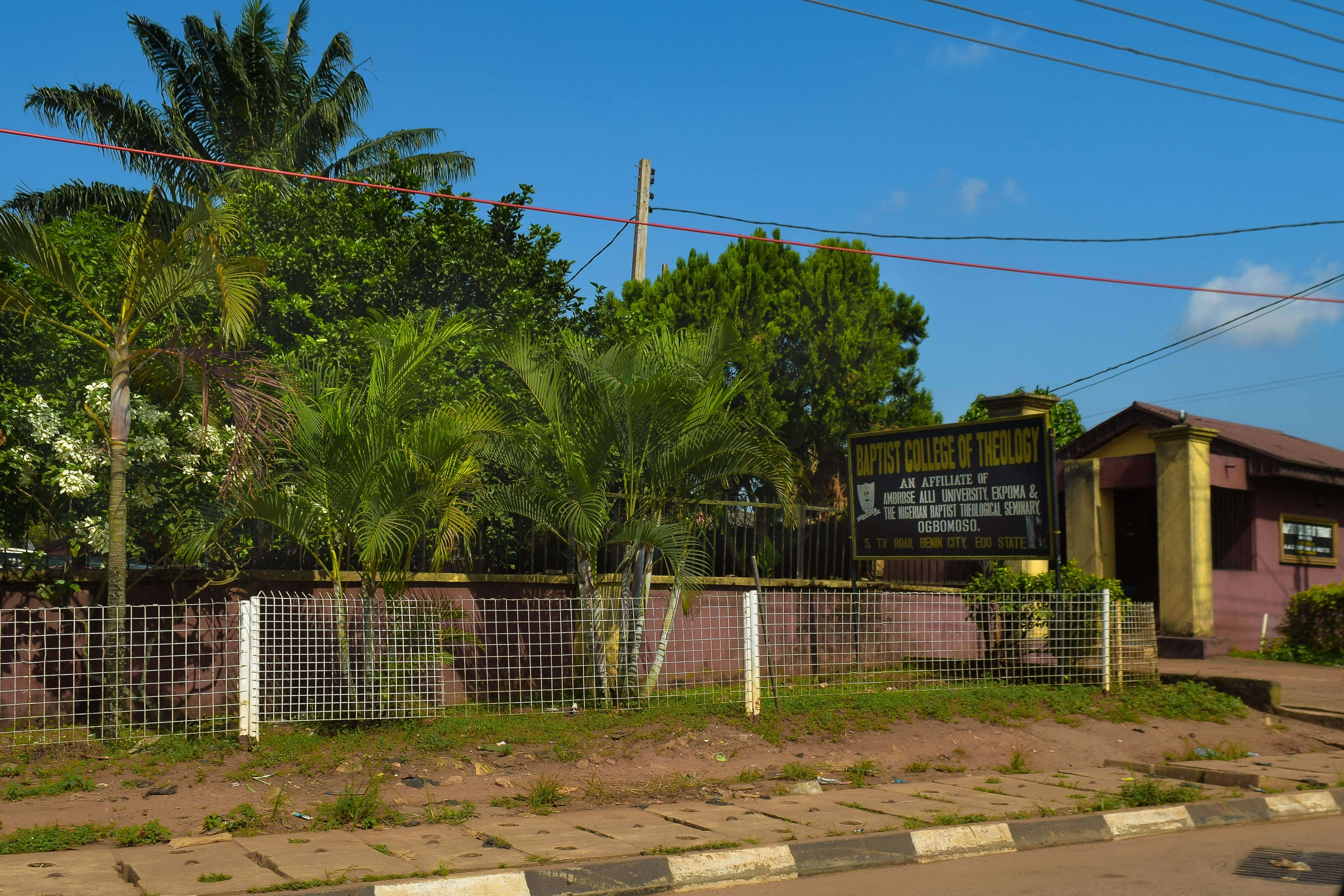
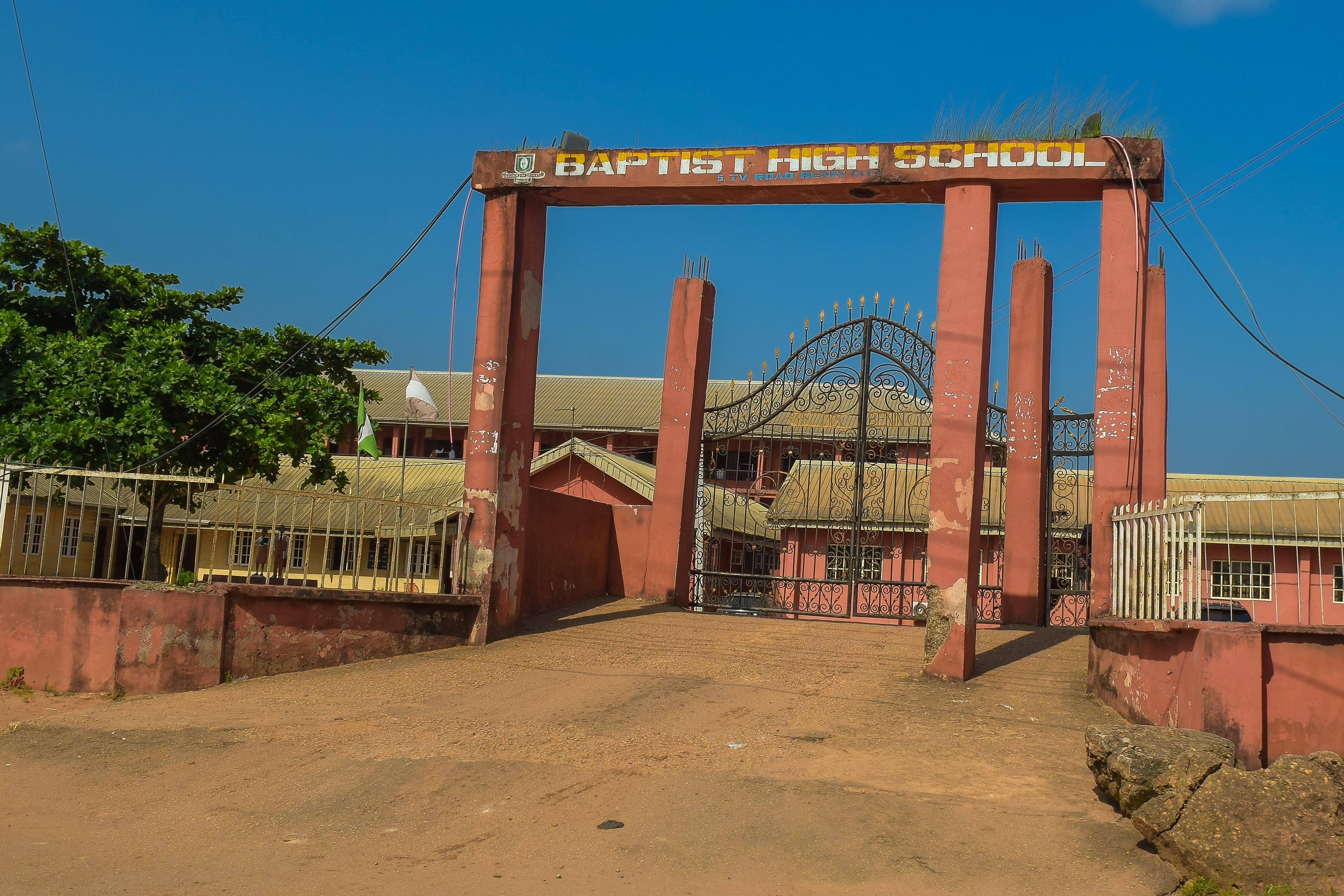
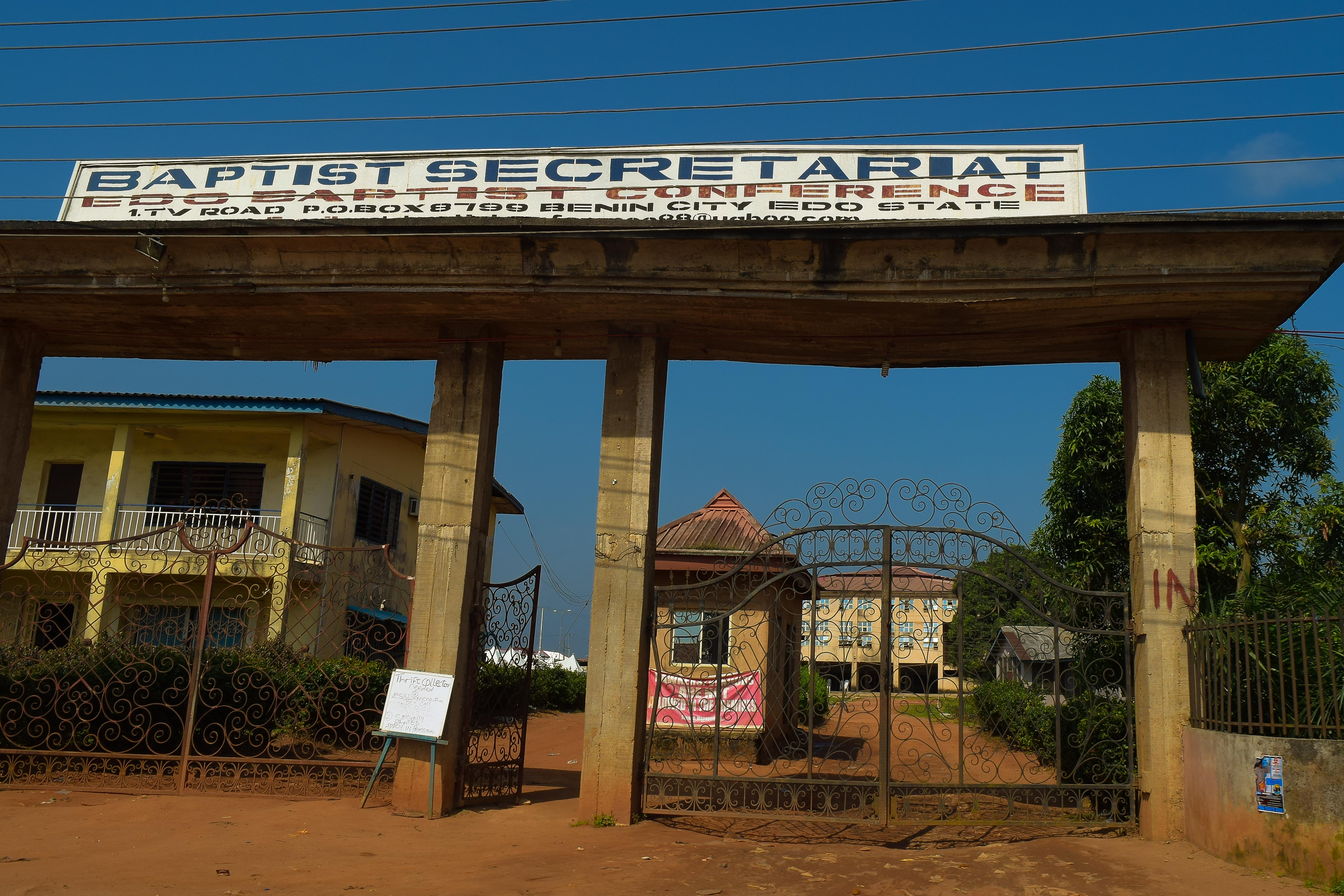
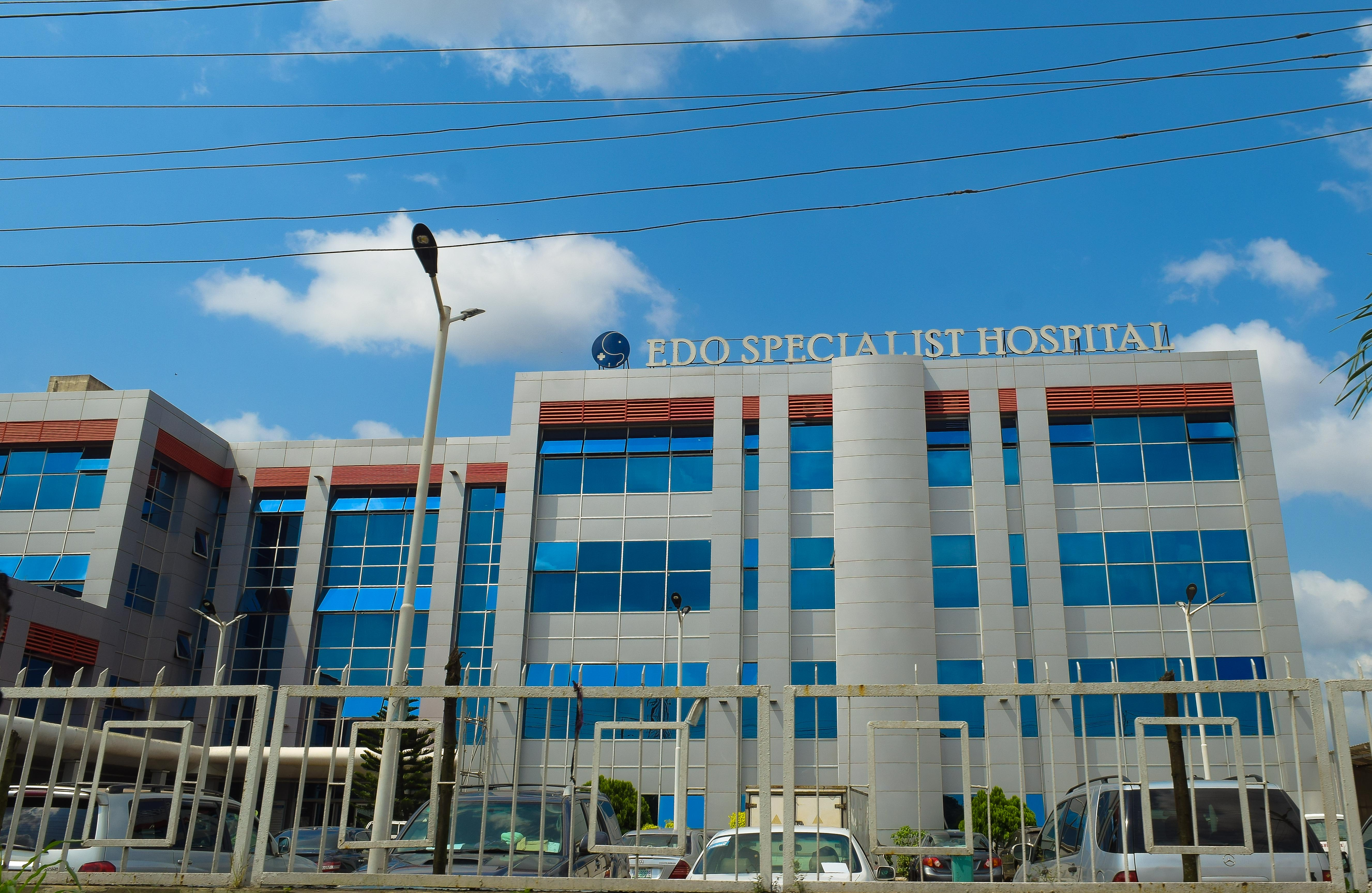
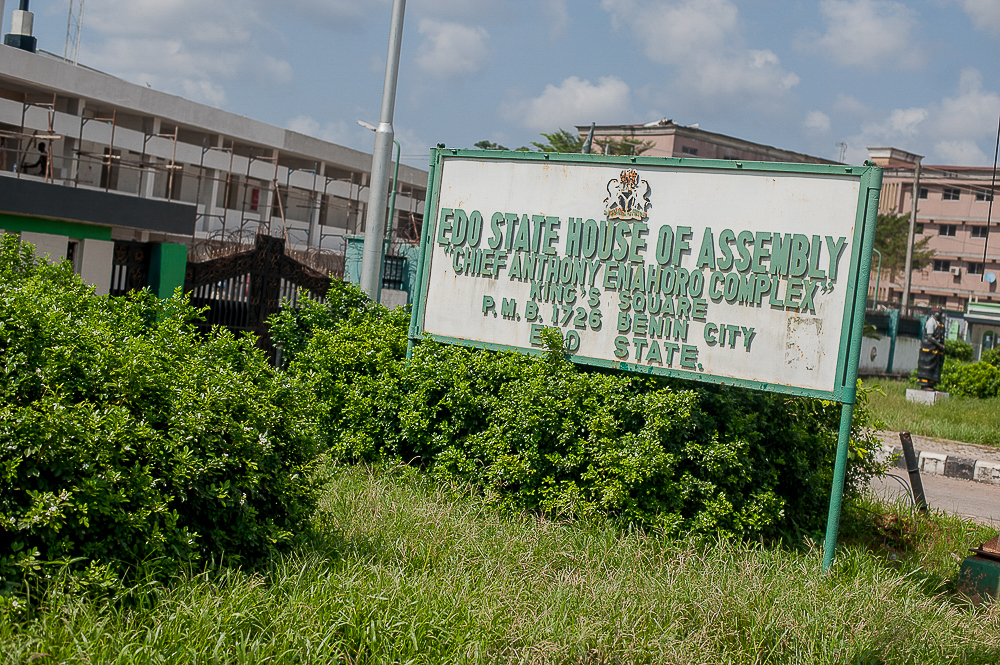
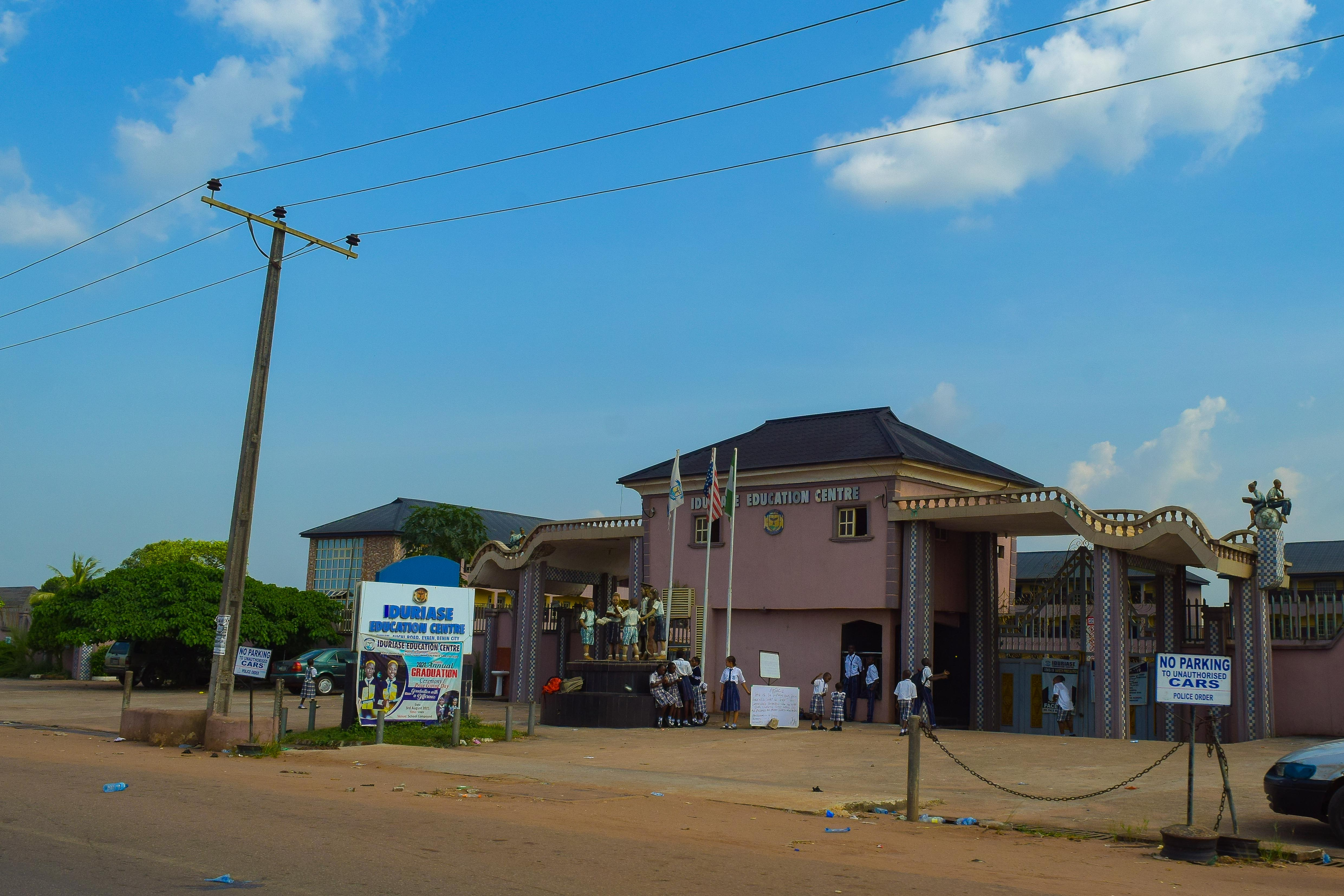
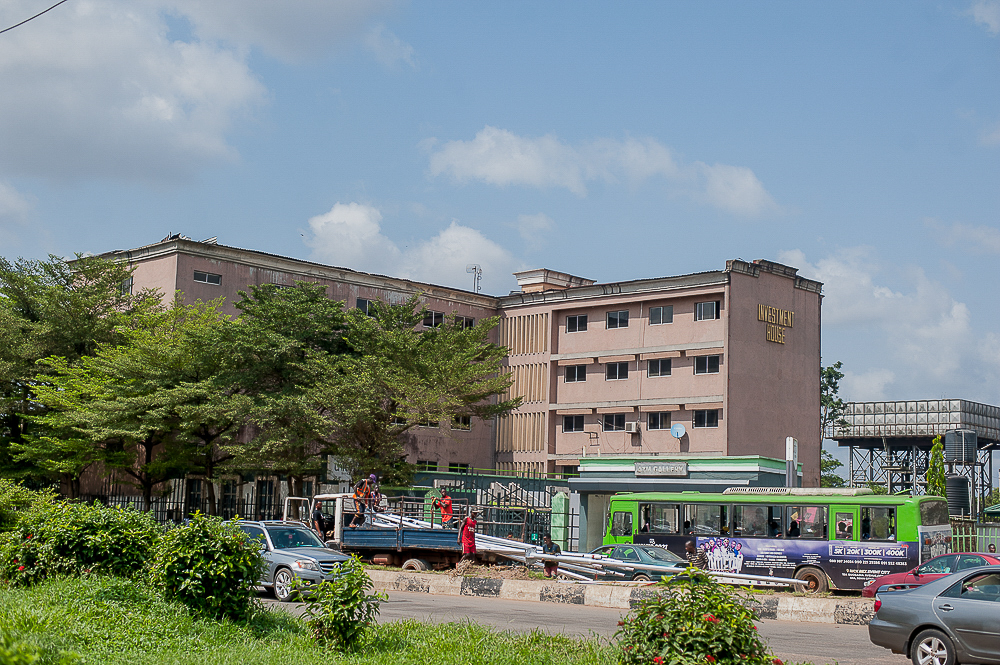
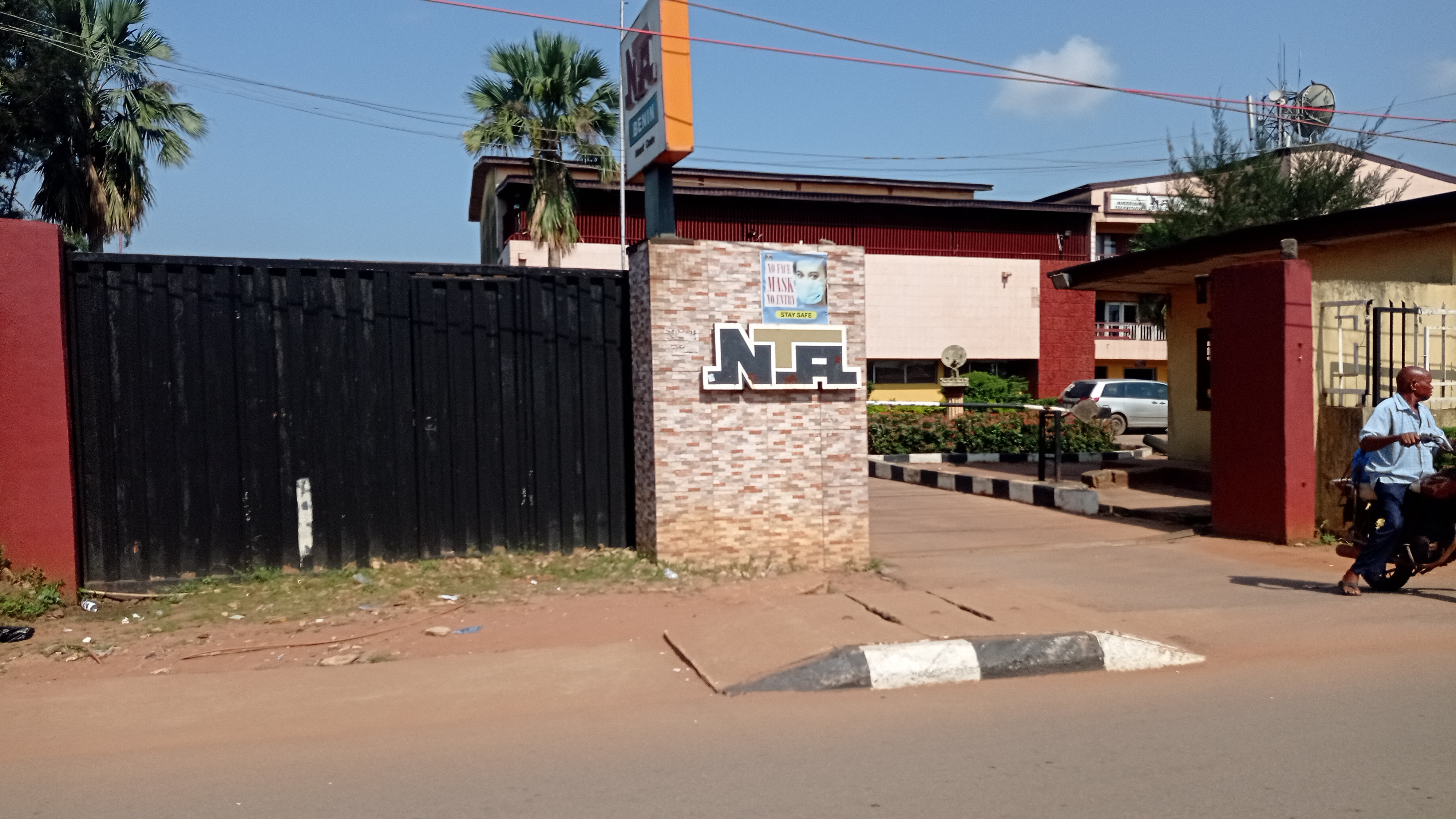
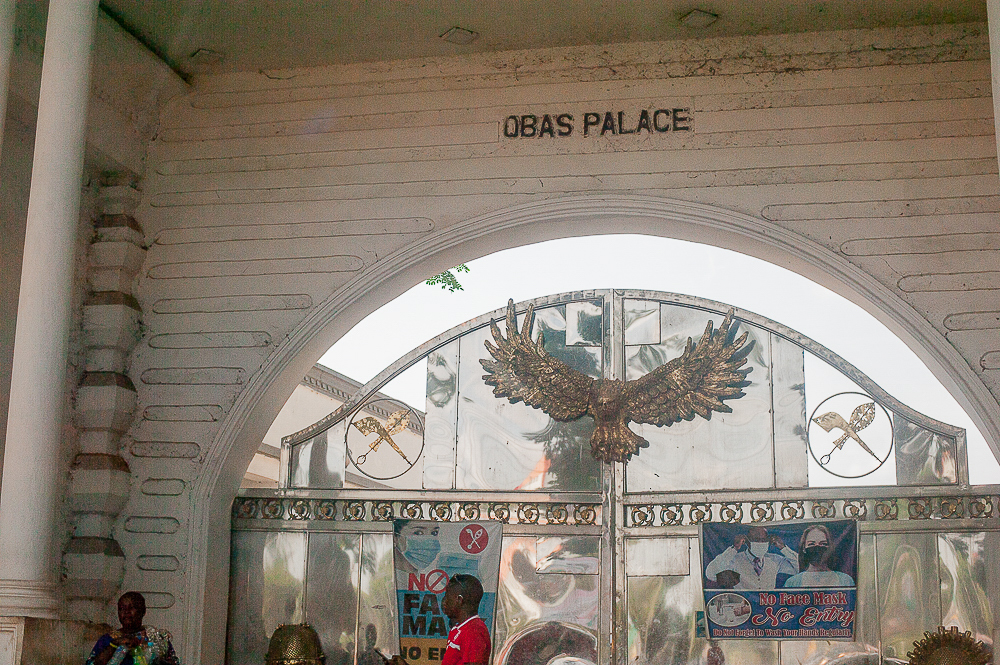
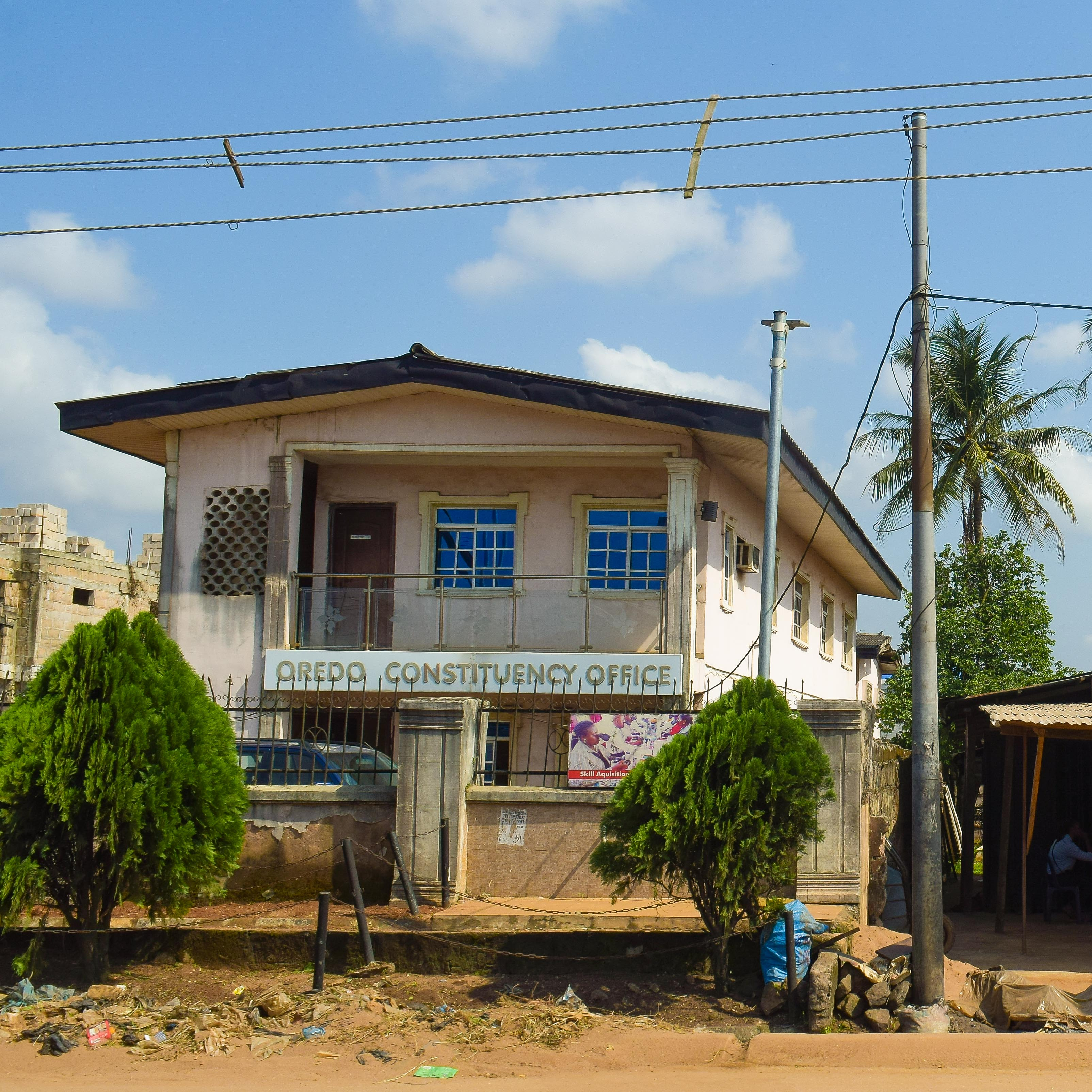
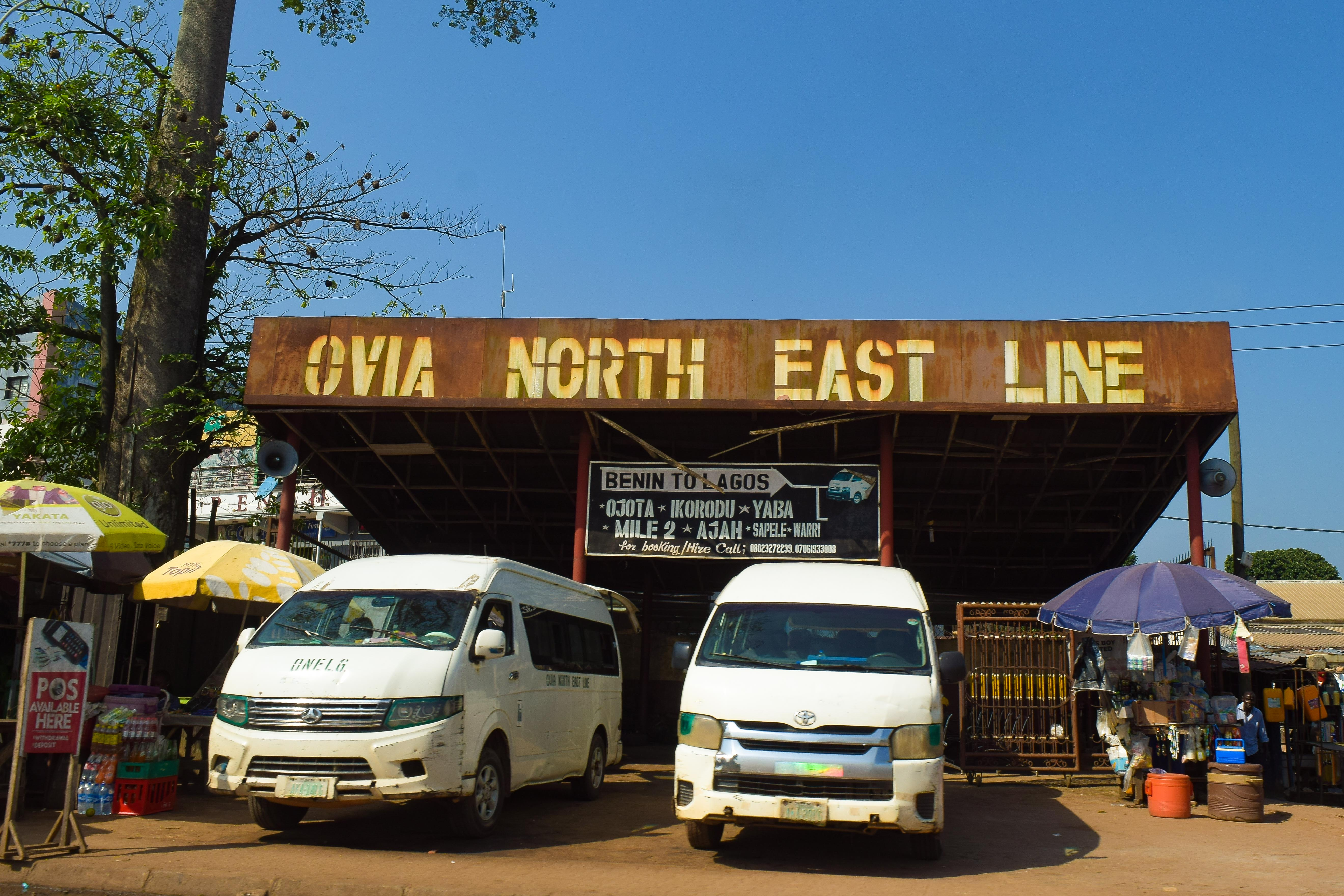
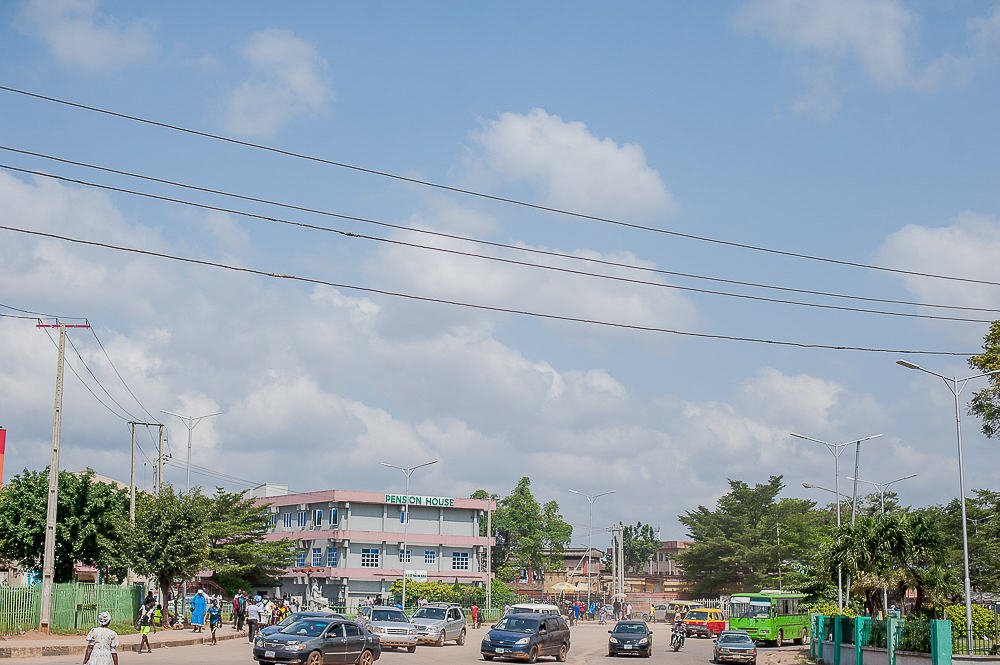
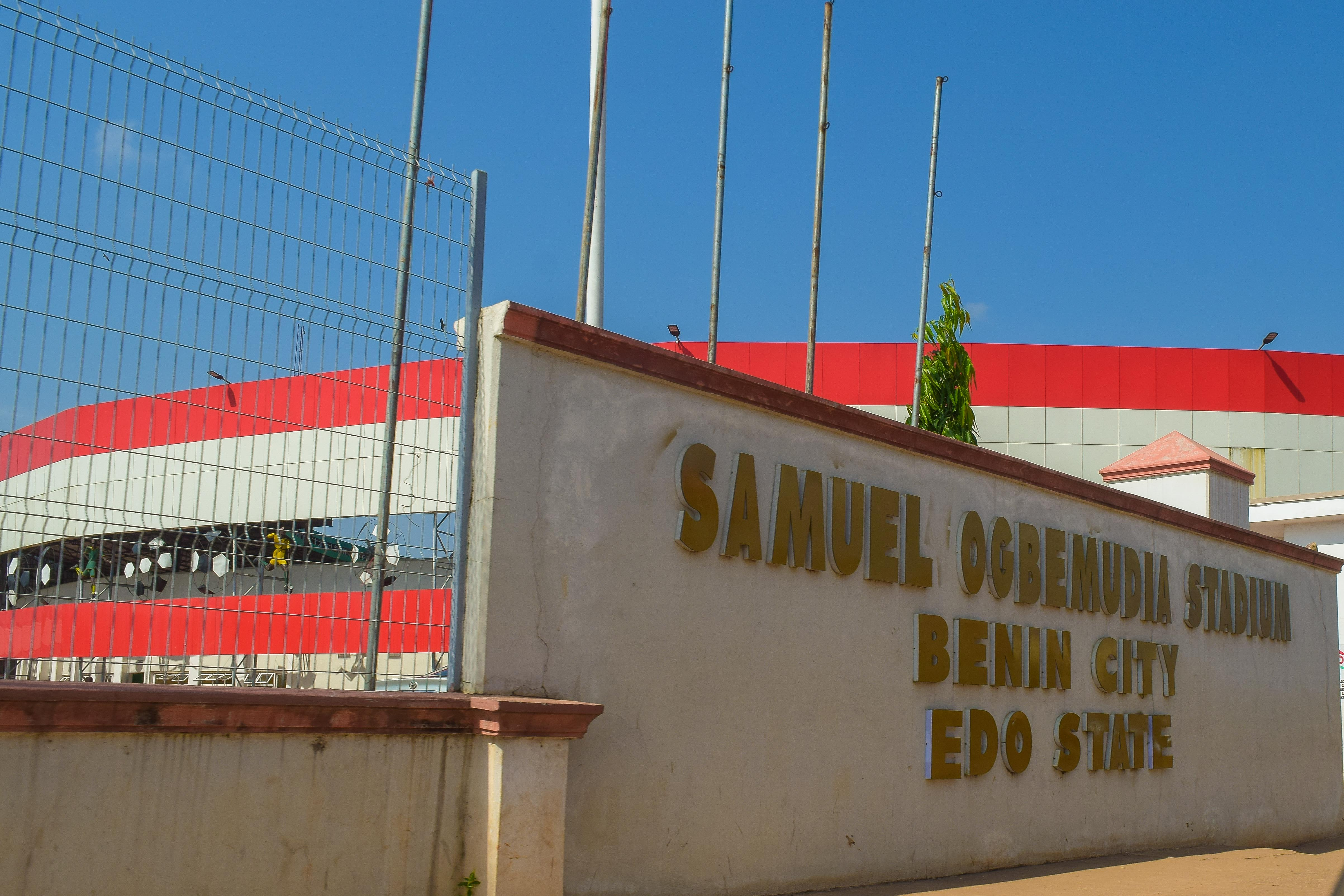
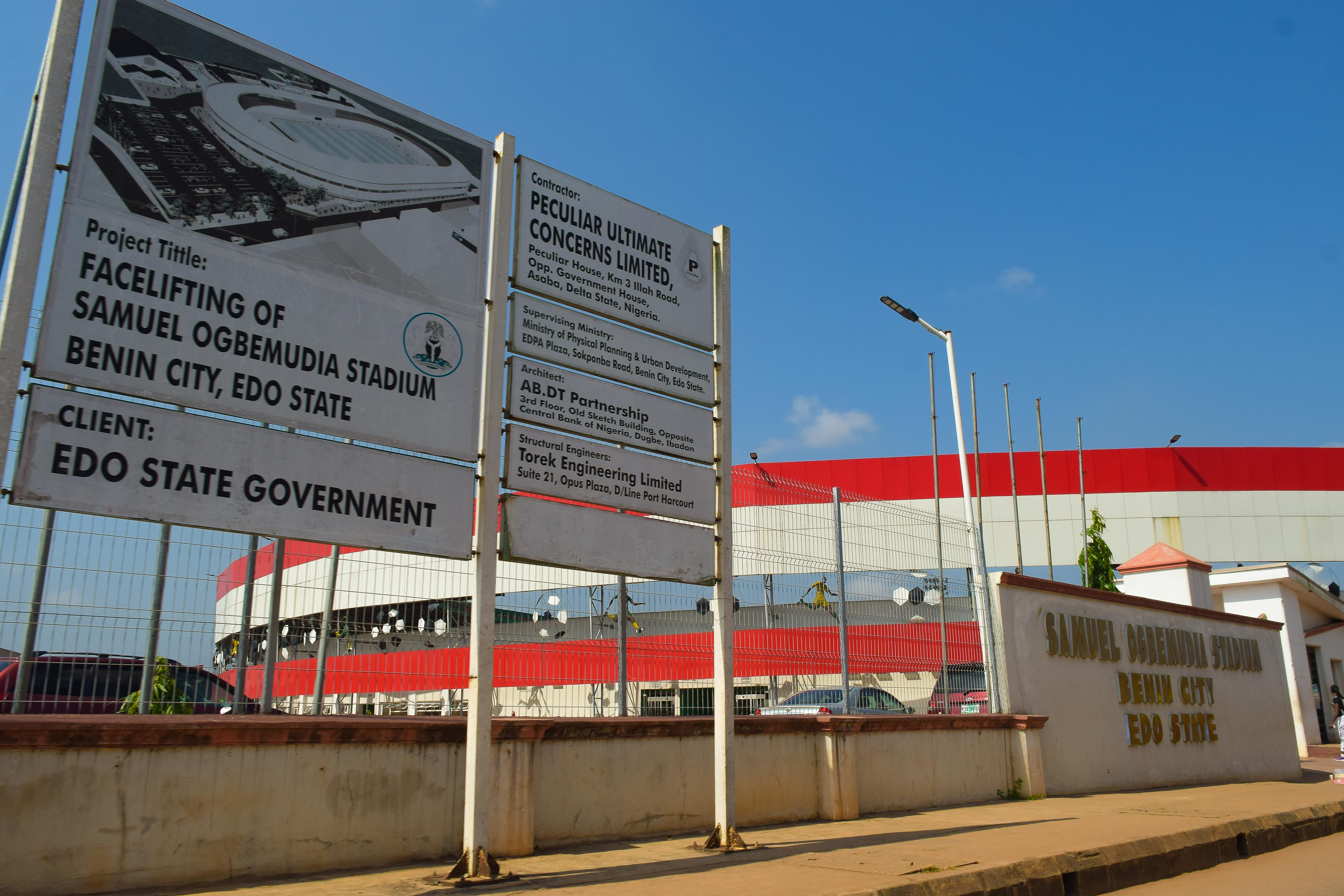
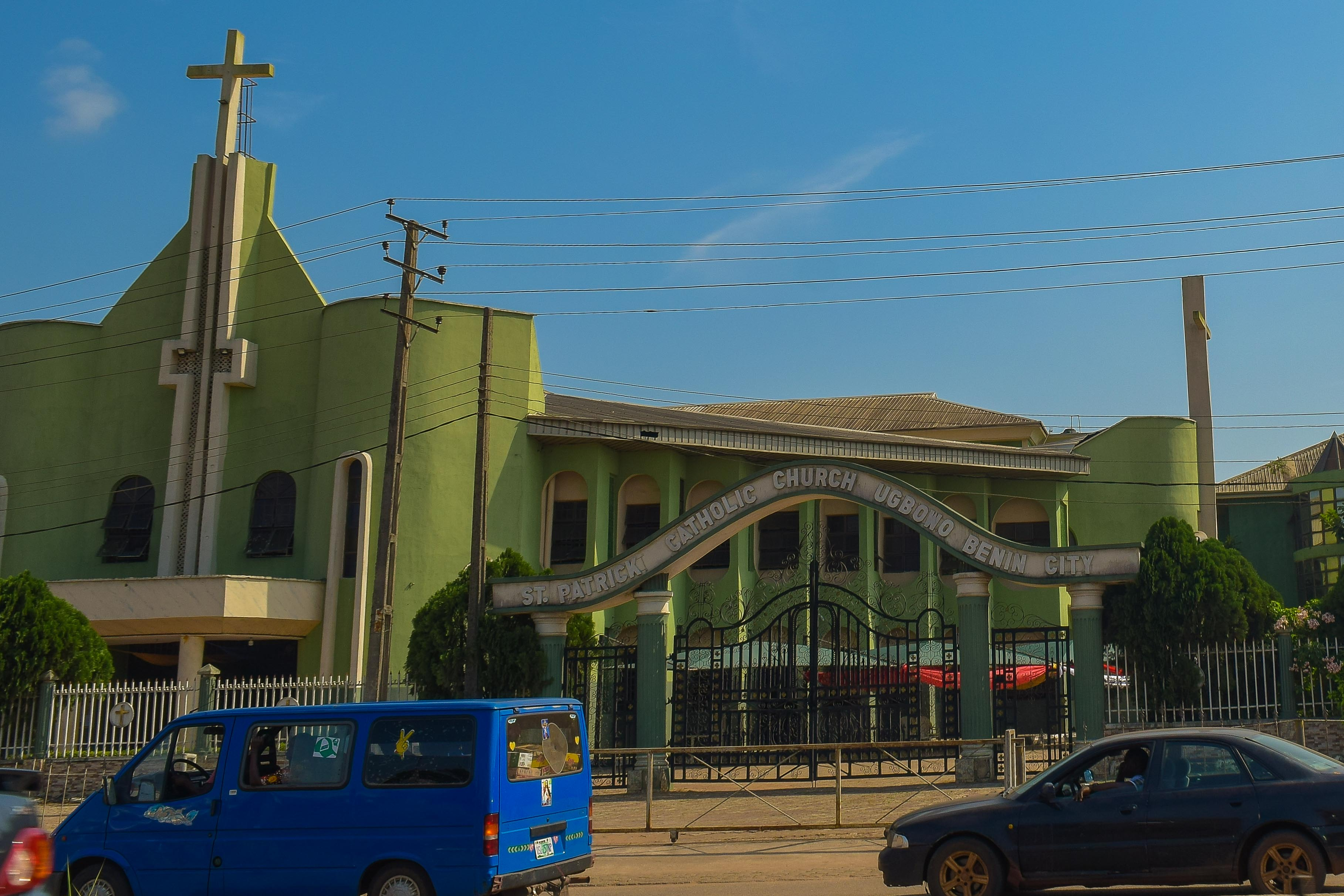
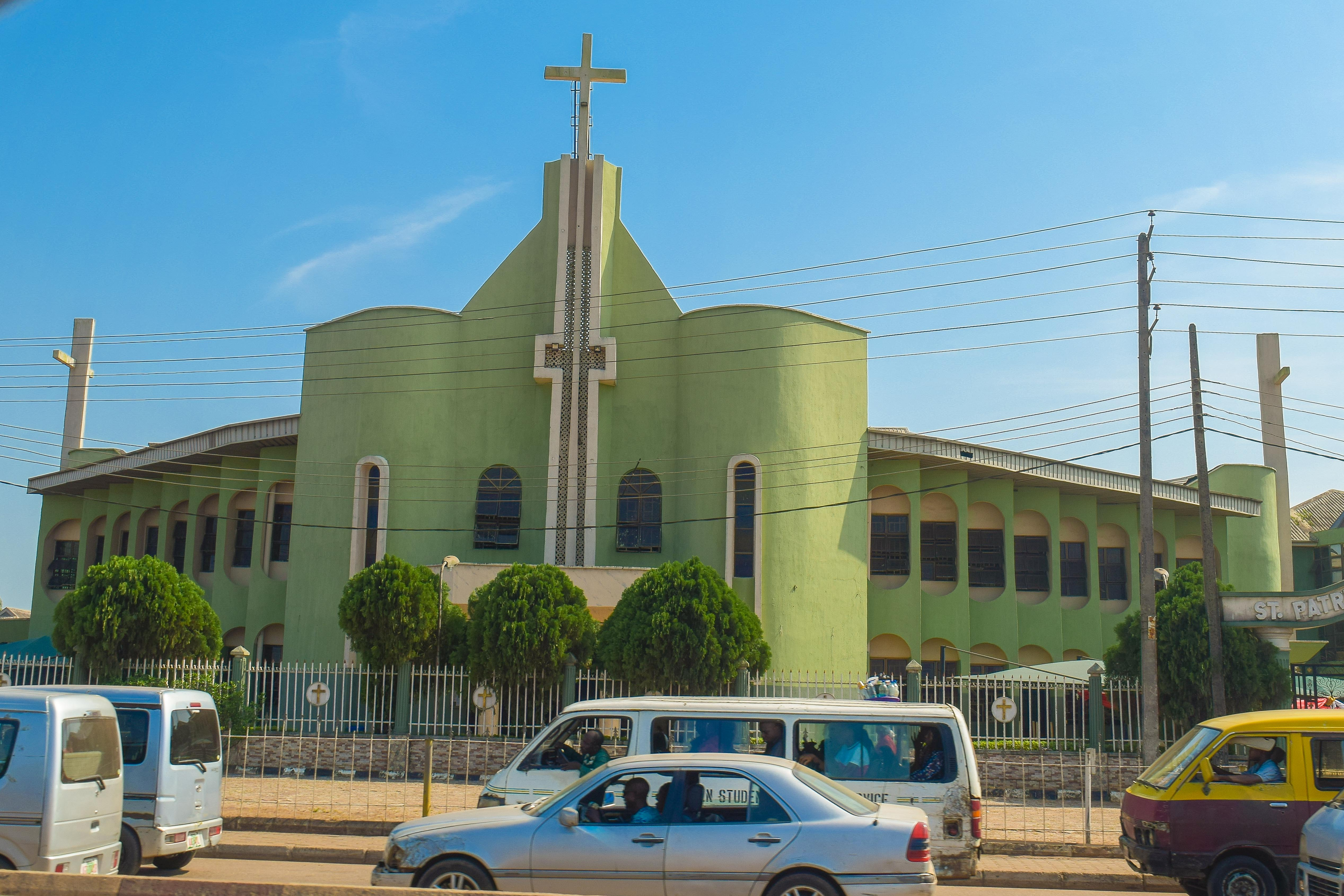
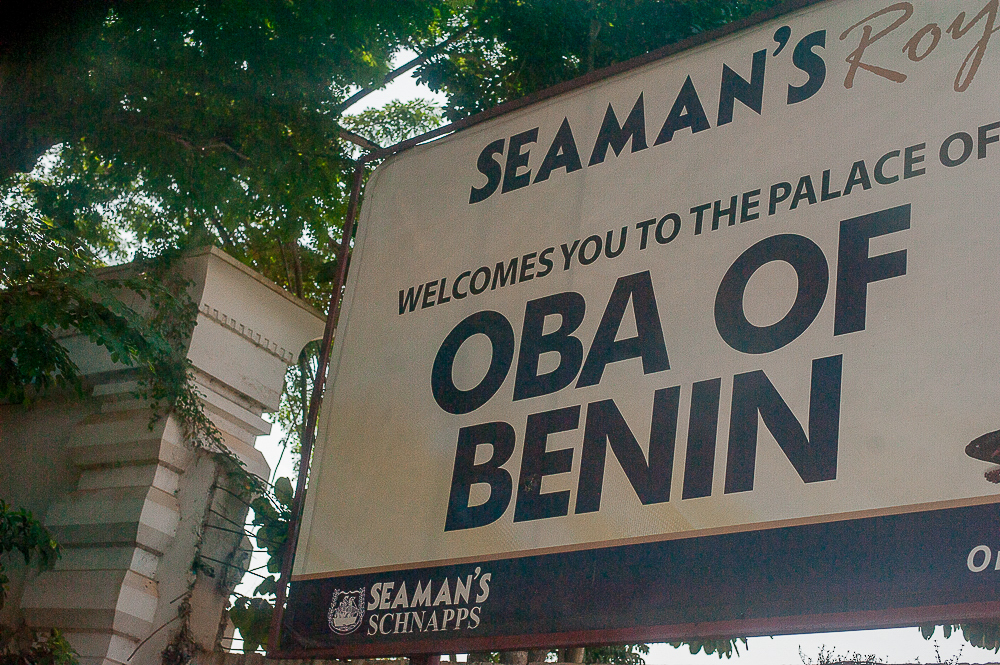